# Morpho pseudorosenbergi
Morpho pseudorosenbergi är en fjärilsart som beskrevs av Le Moult 1931. Morpho pseudorosenbergi ingår i släktet Morpho och familjen praktfjärilar. Inga underarter finns listade i Catalogue of Life.